# Capilla Brancacci
La capilla Brancacci (del cardenal Brancacci) es una capilla al final del transepto derecho de la iglesia de Santa María del Carmine en Florencia (barrio de Oltrarno). 
A veces se la llama la "Capilla Sixtina del primer Renacimiento" por su ciclo de pinturas, que se encuentran entre las más famosas e influyentes de la época. 

## Historia

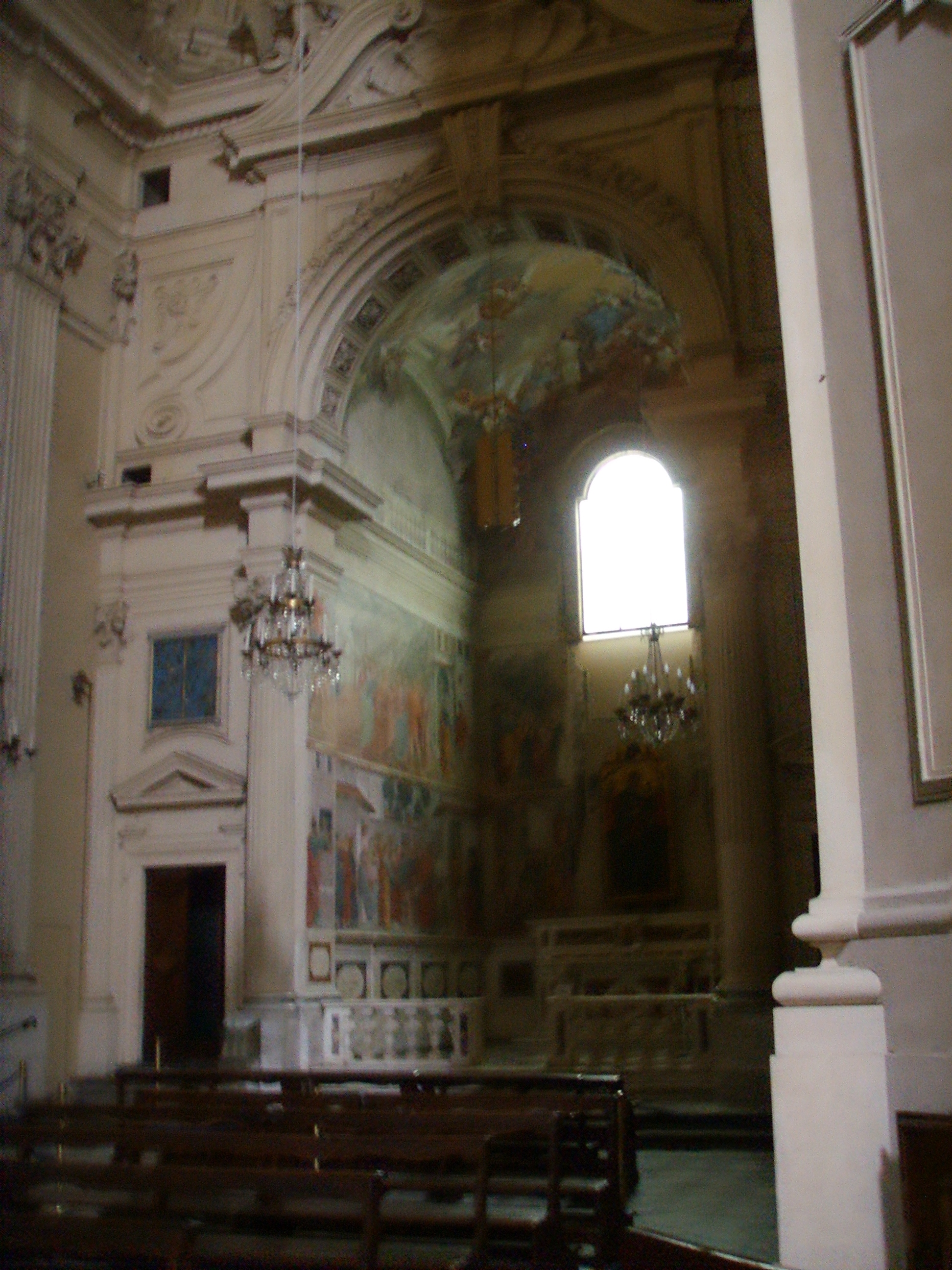
La Capilla Brancacci en la Iglesia de Santa María del Carmine, en Florencia.

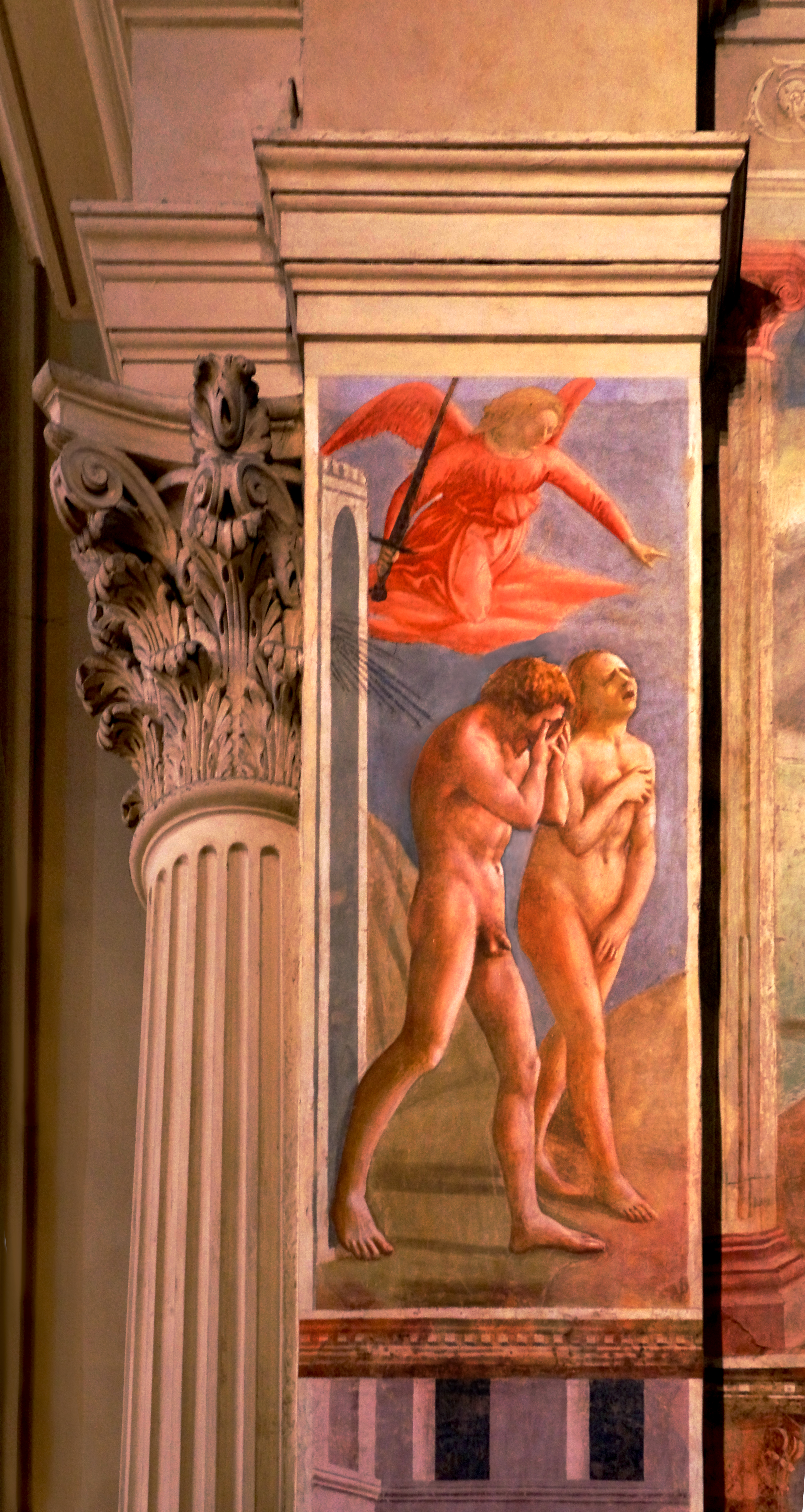
La expulsión de Adán y Eva del paraíso terrenal (Masaccio)

La construcción de la capilla fue un encargo de Pietro Brancacci y comenzó en 1386. Se construyó de acuerdo con las disposiciones testamentarias de Pietro Brancacci.
El patrón de la decoración pictórica fue Felice Brancacci, descendiente de Pietro y próspero mercader en sedas, quien había servido como embajador florentino en El Cairo hasta 1423. A su regreso a Florencia, contrató en 1424 a Masolino da Panicale para que pintase su capilla en la iglesia de Santa María del Carmine. Colaboraba con Masolino su socio, el joven Masaccio de veintiún años, dieciocho más joven que Masolino. El año 1425 se considera punto de partida del Renacimiento florentino. Los dos pintores trabajaron de forma perfectamente coordinada: ambos trabajaron en las dos paredes de la capilla, y dieron una gran unidad a la composición, gracias al empleo de una misma gama cromática, y de un único punto de vista (el de un espectador situado en el centro de la capilla). 

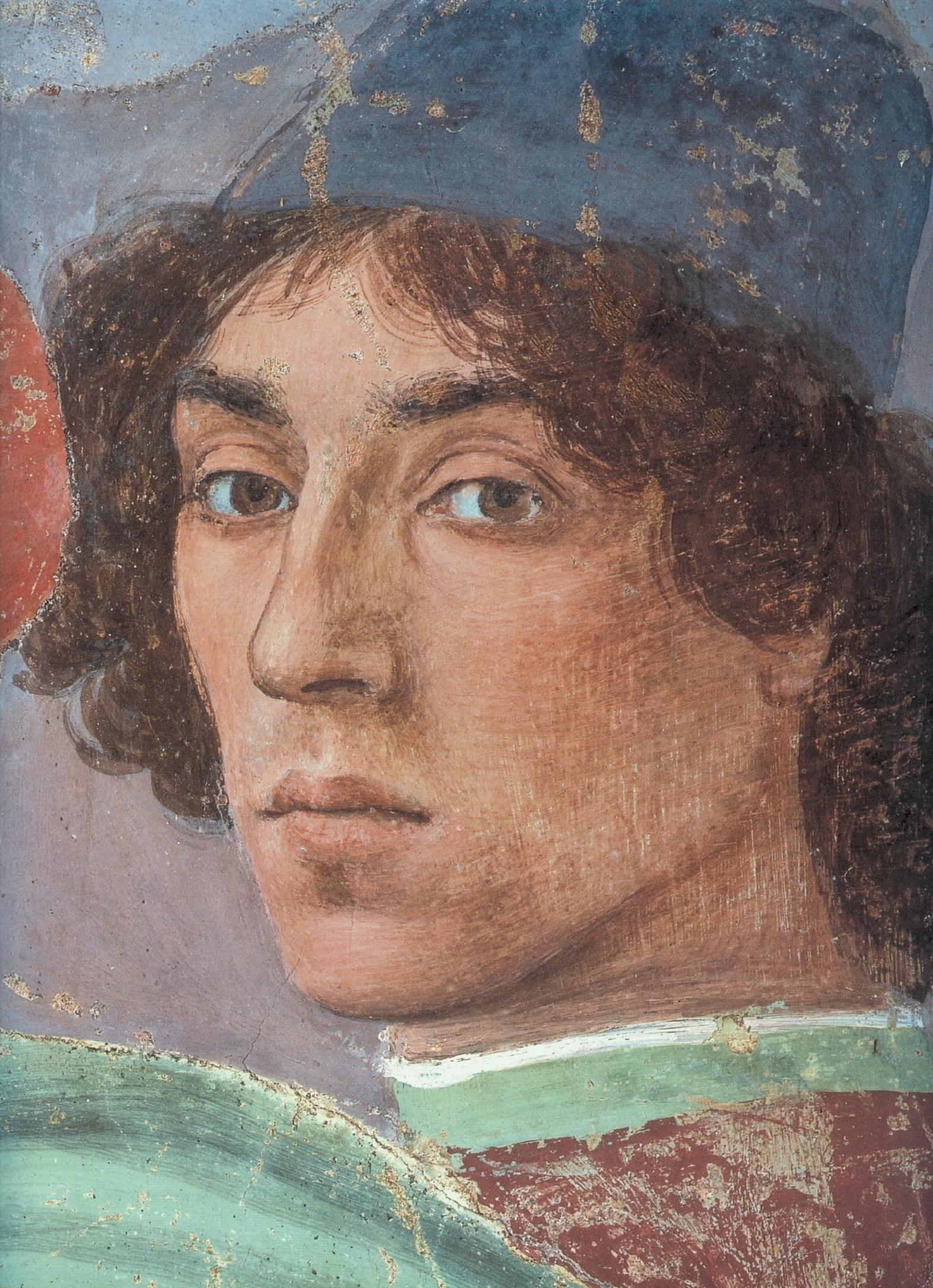
Martirio de san Pedro, detalle: Autorretrato de Filippino Lippi, que completó las pinturas a finales del.

La decoración se inició con los Evangelistas de la bóveda de mano de Masolino, se siguió con los lunetos de la pared izquierda con la escena o de la Navecilla o de la Vocación de Pedro y Andrés de mano de Masolino y sobre la pared del fondo El llanto de Pedro después de las tres negaciones de Masaccio, y al lado opuesto el luneto derecho donde Masaccio pintó o la Navecilla o la Vocación de Pedro y Andrés, mientras Masolino sobre la pared del fondo hizo Apacienta a mis corderos. En el segundo nivel inició la decoración o de la pared de la izquierda donde Masaccio hizo la Expulsión del Paraíso y El Tributo y Masolino sobre la pared del fondo La predicación de san Pedro; o de la pared de la derecha siempre del segundo nivel donde Masolino pintó el Pecado original y la Resurrección de Tabita, mientras Masaccio en el fondo pintó el Bautismo de los neófitos.
El primero de septiembre de 1425, Masolino abandonó el trabajo en la capilla y se marchó a Hungría, para ser pintor de corte en Budapest. Entonces Masaccio se quedó con el encargo y continuó trabajando en solitario: hizo las escenas de San Pedro que cura con su sombra, La distribución de los bienes, la Crucifixión en la pared del fondo y buena parte de La resurrección del hijo de Teófilo y San Pedro en la cátedra en la pared de la izquierda, todas en el primer nivel. Sin embargo Masaccio murió con solo 27 años en el 1428 durante un viaje de estudios a Roma, dejando la obra incompleta. El trabajo quedó entonces interrumpido. En 1436 Felice Brancacci fue desterrado de Florencia al subir al poder la familia Médici, adversarios de los Brancacci. 
En 1460, los frailes carmelitas, para eliminar el recuerdo del comitente, destruyeron la Crucifixión de san Pedro bajo la ventana, colocando un altar con la Virgen del pueblo, tabla del siglo XIII. La decoración de la capilla solo fue terminada en los años 1480 por Filippino Lippi, que buscó mantener el estilo del maestro obteniendo un buen resultado. Lippi pintó las escenas de San Pedro visitado en la cárcel por san Pablo a la izquierda del primer nivel y las dos escenas de la pared de la derecha con La liberación de san Pedro y La disputa con Simon Mago y la crucifixión de san Pedro.

## Las pinturas

### Esquema general
Los frescos se distribuyen en dos niveles horizontales a lo largo de las paredes de la capilla. Originalmente había también pinturas en los lunetos y en la bóveda, todas ellas obra de Masolino. En los lunetos se representaba la Navicella, o la Vocación de Pedro y Andrés, El llanto de San Pedro y Apacienta a mis corderos. En la bóveda estaban los cuatro evangelistas. También quedó destruida la Crucifixión de san Pedro, que estaba en la pared del fondo de la capilla, bajo la ventana; queda un fragmento con un soldado romano.
Se sigue el esquema característico de la pintura florentina al fresco, consistente en ordenar las composiciones como si fuesen cuadros colocados en el muro, y, para destacar esta idea, cada escena está enmarcada por pilares clásicos y capiteles corintios pintados, con una cornisa.
El tema del ciclo es la salvación de la Humanidad operada por Jesucristo a través de Pedro.  A modo de premisa de las historias de Pedro, están los frescos dedicados al Pecado original y la Expulsión del Paraíso. Se narran episodios de la vida de san Pedro, patrón de los marineros y comerciantes del mar. El programa iconográfico se ha interpretado en relación con la personalidad del comitente: Felice Brancacci había sido uno de los primeros cónsules del mar de Florencia en 1421, y entre 1422 y 1423 fue embajador en El Cairo. Teniendo en cuenta que la orden de los carmelitas gozó del favor del primado papal y que en aquel período Florencia se estaba acercando al Papado, las historias pueden leerse como la de la salvación realizada por la Iglesia a través de Pedro. 
Las fuentes son los Hechos de los Apóstoles y la Leyenda dorada de Jacobo de la Vorágine, para las pinturas relacionadas con San Pedro, los Evangelios, para el fresco de El tributo, y el Génesis, para las dos escenas de Adán y Eva. 
Las escenas se distribuyen de la siguiente manera:
- Fila superior:
  - Muro lateral izquierdo: II (La expulsión de Adán y Eva del Paraíso terrenal) y V (El Tributo), pinturas de Masaccio.
  - Pared del fondo: IX (Predicación de san Pedro) y X (El bautismo de los néofitos)
  - Muro lateral derecho: VI (La curación del lisiado y la resurrección de Tabita) y I (Pecado original)
- Fila inferior:
  - Muro lateral izquierdo: XIII (San Pedro visitado en la cárcel por san Pablo) y XV (La resurrección del hijo de Teófilo y san Pedro en la cátedra)
  - Pared del fondo: XI (San Pedro cura con su sombra) y XII (La distribución de los bienes y la muerte de Ananías)
  - Muro lateral derecho: XVI (La disputa con Simón Mago y la crucifixión de Pedro) y XIV (San Pedro liberado de la cárcel)

### Análisis de las pinturas

#### Cuerpo superior
- La expulsión de Adán y Eva del paraíso terrenal (Masaccio)

La expulsión de Adán y Eva del Paraíso terrenal pintada por Masaccio es el primer fresco en la parte superior de la capilla, sobre el muro de la izquierda. Justo a su lado está El pago del tributo. Es famoso por su vívida energía y realismo emocional sin precedentes. 
- El pago del tributo o, simplemente, El tributo (Masaccio)

El pago del tributo es, posiblemente, la escena más famosa de la capilla. Se ubica en el muro superior izquierdo, con figuras de Jesús y Pedro mostradas en una narrativa en tres partes. Se atribuye la mayor parte de la pintura a Masaccio. No obstante, algunos autores han señalado intervenciones de Masolino en esta pintura. 
- Predicación de San Pedro (Masolino)

Cuerpo superior, parte izquierda
La expulsión del Paraíso terrenal (Masaccio), El tributo (Masaccio), La predicación de San Pedro (Masolino)
- Bautismo de los neófitos (Masaccio)

El tema de esta escena procede de los Hechos de los Apóstoles, y concretamente de Hechos 2:41.
- Resurrección de Tabita (Masolino, con intervenciones de Masaccio)

La escena superior en la pared de la derecha muestra, a su lado izquierdo, la Curación del lisiado y, en el lado derecho, la Resurrección de Tabita. Se atribuye el fresco, en general, a Masolino, aunque algunos eruditos han descubierto el toque de Masaccio. La escena muestra dos episodios diferentes. En ambos aparece san Pedro, encerrado en un escenario de una típica ciudad toscana del siglo XV, representada de acuerdo con las estrictas reglas de la perspectiva central. La segunda es generalmente considerada contribución principal de Masaccio, mientras que las dos figuras centrales, mostrando influencias góticas, son probablemente de Masolino.
- Adán y Eva en el paraíso terrenal o Tentación de Adán (Masolino)

Cuerpo superior, parte derecha
Bautismo de los neófitos (Masaccio), Curación del lisiado y resurrección de Tabita (Masolino y Masaccio), Adán y Eva en el Paraíso terrenal (Masolino)

#### Cuerpo inferior
- San Pedro en la cárcel visitado por San Pablo (Filippino Lippi)

La escena de San Pedro en la cárcel visitado por San Pablo es una de las realizadas por Filippino Lippi.
- La resurrección del hijo de Teófilo y San Pedro en la cátedra (Masaccio)

Esta escena se encuentra en el muro inferior derecho. 
La fuente de esta escena no se encuentra en el Nuevo Testamento, sino en la Leyenda dorada de Jacobo de la Vorágine: Téofilo, prefecto de Antioquía, aceptó liberar a San Pedro a condición de que resucitara a su hijo de catorce años. Tras el éxito del apóstol, Teófilo y numerosos habitantes de la ciudad se convirtieron al cristianismo.
Masaccio dejó inacabado este fresco, que fue completado por Filippino Lippi. Se cree que en él pueden encontrarse retratos de personajes de la época: en el grupo de la izquierda, el personaje vestido con hábito de carmelita es probablemente el cardenal Brenda Castiglione; Teófilo, sentado en el trono en forma de nicho, es un retrato de Gian Galeazzo Visconti, gran enemigo de Florencia; y Coluccio Salutati es la figura sentada a los pies de Teófilo, a la derecha. 
En la Resurrección del hijo de Teófilo, Masaccio pintó el pavimento en perspectiva, enmarcado por grandes edificios para obtener profundidad de campo y espacio tridimensional en el que las figuras se colocan en proporción a lo que les rodean. En esto, Masaccio fue un pionero en aplicar las recientemente descubiertas reglas de perspectiva.
- San Pedro cura a los enfermos con su sombra (Masaccio)

La escena San Pedro cura a los enfermos con su sombra, realizada por Masaccio, se encuentra en el centro del muro inferior.
Se cree que en esta escena hay también retratos de personajes de la época. El personaje a la derecha de San Pedro, con capucha roja, es seguramente Masolino, en tanto que la figura de san Juan, a la izquierda de San Pedro, es considerada un autorretrato del propio Masaccio (según otros sería su hermano Giovanni, llamado "el Scheggia"). El hombre curado milagrosamente (en pie y con las manos juntas) es tal vez un retrato de Donatello. 
Cuerpo inferior, parte izquierda
San Pedro en la cárcel, visitado por San Pablo (Filippino Lippi), La resurrección del hijo de Teófilo y San Pedro en la cátedra (Masaccio, restaurada), San Pedro cura a los enfermos con su sombra (Masaccio, restaurada)
- La distribución de los bienes y la muerte de Ananías (Masaccio)

Centro del muro inferior, lado derecho, por Masaccio. Ilustra un episodio de los Hechos (Hechos 5:1-11) acerca del castigo de Ananías, quien trató de engañar a la comunidad de los primeros cristianos al retener parte del precio obtenido al vender un campo, cuando Pedro había solicitado a la primitiva comunidad que entregara todos sus bienes terrenos para repartirlos; cayó fulminado por Dios. Esta escena está estrechamente relacionada con la anterior.
En esta obra se puede apreciar plenamente la diferencia entre la obra de Masaccio y el coetáneo estilo gótico internacional: las figuras aparecen modeladas plásticamente, con una fuerte graduación hacia la profundidad, lo que Masaccio consigue mediante un contraste de luces y sombras.
- Disputa de San Pedro con Simón Mago y muerte de San Pedro (Filippino Lippi)

La Disputa de San Pedro con Simón Mago y muerte de San Pedro es una escena ubicada en el centro del muro derecho inferior. Es de las realizadas por Filippino Lippi. En este fresco el pintor Filippino Lippi está representado como uno de los personajes, en autorretrato.
- San Pedro liberado de la cárcel (Filippino Lippi)

Está en el muro derecho inferior. Es una de las obras realizadas por Filippino Lippi.
Cuerpo inferior, parte derecha
La distribución de los bienes y la muerte de Ananías (Masaccio), Disputa de San Pedro con Simón Mago y muerte de San Pedro (Filippino Lippi), San Pedro liberado de la cárcel (Filippino Lippi)

## Influencia
En Masolino perdura la pintura medieval, mientras que se ve emerger la personalidad de Masaccio que aplica a la pintura las nuevas teorías renacentistas, como un uso muy bello y elegante de la perspectiva científica, cuyas leyes fueron descubiertas por Brunelleschi. Los primeros frescos no permiten establecer bien el predominio de un artista sobre otro, pero luego la genialidad y la novedad de Masaccio salieron a la luz. 
Otras aportaciones novedosas de Masaccio son la iluminación unificada, el uso del claroscuro y la habilidad a la hora de presentar las figuras de una forma naturalista. Con ellas estableció nuevas tradiciones en la Florencia renacentista que algunos eruditos consideran que ayudó a fundar el nuevo estilo de pintura.
El joven Miguel Ángel fue uno de los muchos artistas que recibieron su formación artística copiando la obra de Masaccio en la capilla. Fue también en esta capilla donde Miguel Ángel sufrió el ataque de un escultor rival, Pietro Torrigiano, que se ofendió por algunos comentarios críticos sobre su capacidad para el dibujo. Pegó tan fuerte a Miguel Ángel que "aplastó su nariz como si fuera una galleta" (según Benvenuto Cellini), deformando para siempre la cara del famoso artista.

## Restauración

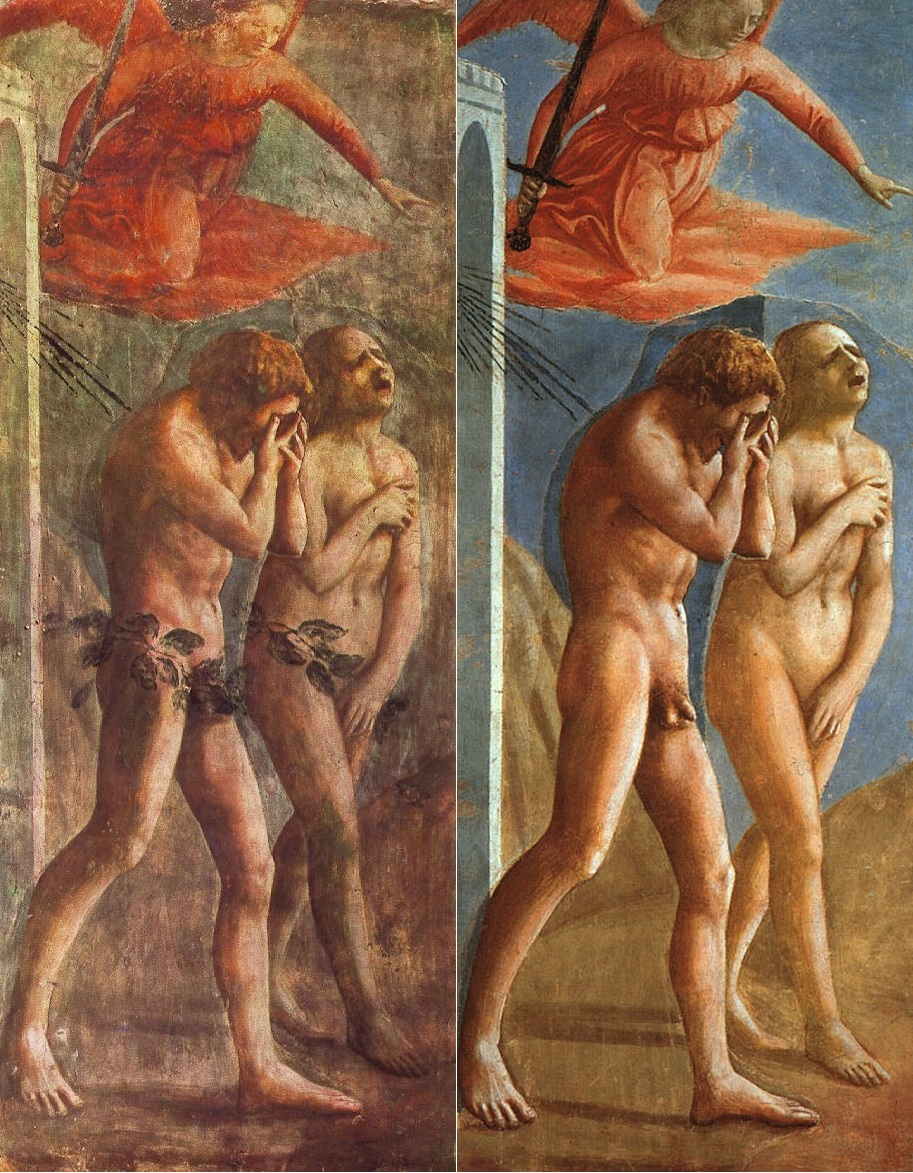
La expulsión de Adán y Eva del paraíso terrenal, antes y después de la restauración.

La primera restauración de los frescos de la capilla tuvo lugar en 1481-1482, por Filippino Lippi, quien también asumió completar el ciclo. Debido a las lámparas usadas para iluminar la capilla oscura, los frescos se cubrieron de manera relativamente rápida de polvo y suciedad debido al humo. 
Otra restauración se hizo a finales del siglo XVI. 
Alrededor de 1670 se le añadieron esculturas, y se hicieron añadidos en fresco-secco para ocultar varios casos de desnudo. 
Entre 1746 y 1748 se realizaron importantes transformaciones en la capilla. Se trabajó en la bóveda, destruyendo los lunetos y la bóveda original. Se realizaron frescos nuevos.
En 1781 sufrió importantes deterioros a causa de un incendio que ennegreció los frescos. 
Una restauración realizada entre 1988-1990 quitó la pintura añadida, así como el polvo y la suciedad, volviendo al color original. La restauración se llevó a cabo bajo la dirección conjunta de Umberto Baldini y de Ornella Casazza, con el mecenazgo de Olivetti (el presupuesto fue uno de los más elevados de su tiempo). El resultado de la restauración fue, en general, muy alabado por los especialistas, pero también recibió críticas, como las del historiador de arte James H. Beck.